# Nearly God
Nearly God è il secondo l'album del musicista e producer inglese Tricky.

## Il disco
Il titolo deriva da un'intervista durante la quale Tricky affermò:
nearly God.»
È stato registrato in tre settimane durante l'estate del 1996, a New York e a Londra, ed egli lo descrisse come "una collezione di brillanti demo".

## Tracce
1. Tattoo - 5:34 (Siouxsie and the Banshees cover)
2. Poems - 6:55, collaboratori: Terry Hall e Martina Topley-Bird
3. Together Now - 3:10, collaboratori: Neneh Cherry
4. Keep Your Mouth Shut - 6:00, collaboratori: Björk
5. I Be the Prophet - 4:56, collaboratori: Martina Topley-Bird
6. Make a Change - 6:02, collaboratori: Alison Moyet
7. Black Coffee - 4:50, collaboratori: Martina Topley-Bird
8. Bubbles - 3:26, collaboratori: Terry Hall
9. I Sing for You - 6:21, collaboratori: Cath Coffey e Dedi Madden
10. Yoga - 4:30, collaboratori: Björk
11. Judas' - 4:22, collaboratori: Martina Topley-Bird (Depeche Mode cover)
12. Children's Story - 4:49, collaboratori: Martina Topley-Bird (Slick Rick cover)